# 李芳 (成化丙戌進士)
李芳（1435年—？年），字德馨，山東濟南府濱州利津縣人，明朝政治人物。

## 生平
天順六年（1462年）壬午科山東鄉試舉人，成化二年（1466年）丙戌科進士，任監察御史。成化十四年，担任江西按察司副使。成化二十年，担任江西按察使，因恃勢凌人被罢免。

## 家族
曾祖李彥實，祖李益，父李聰，前母孫氏；郎氏。